# Меч-трость

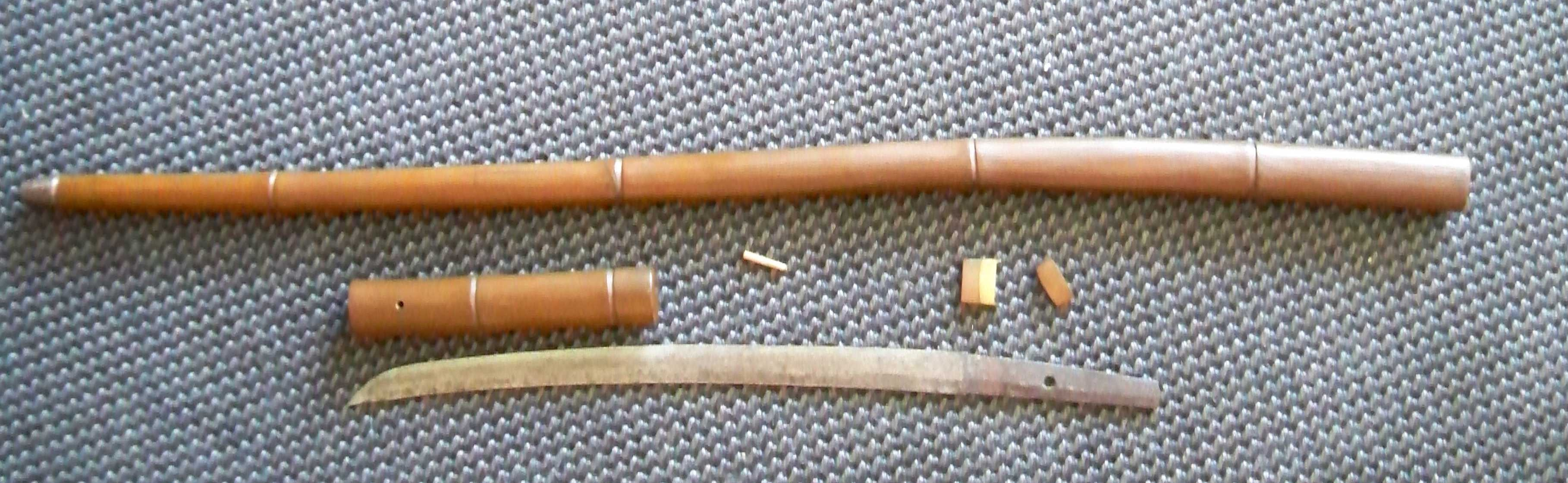
Меч-трость японского изготовления.

Меч-трость или трость-меч (англ. Swordstick, нем. Stockdegen) — секретное холодное (белое) оружие (как правило, меч или шпага), спрятанное в корпусе трости. 
Данный термин обычно используется для описания европейского холодного оружия скрытого ношения (как правило, Викторианской эпохи), но подобное оружие было известно и в других странах и эпохах, в частности, в средневековой Японии (сикомидзуэ) и Римской империи (долон). Как правило, мечи-трости являлись штучными изделиями и производились по индивидуальному заказу.

## Популярность

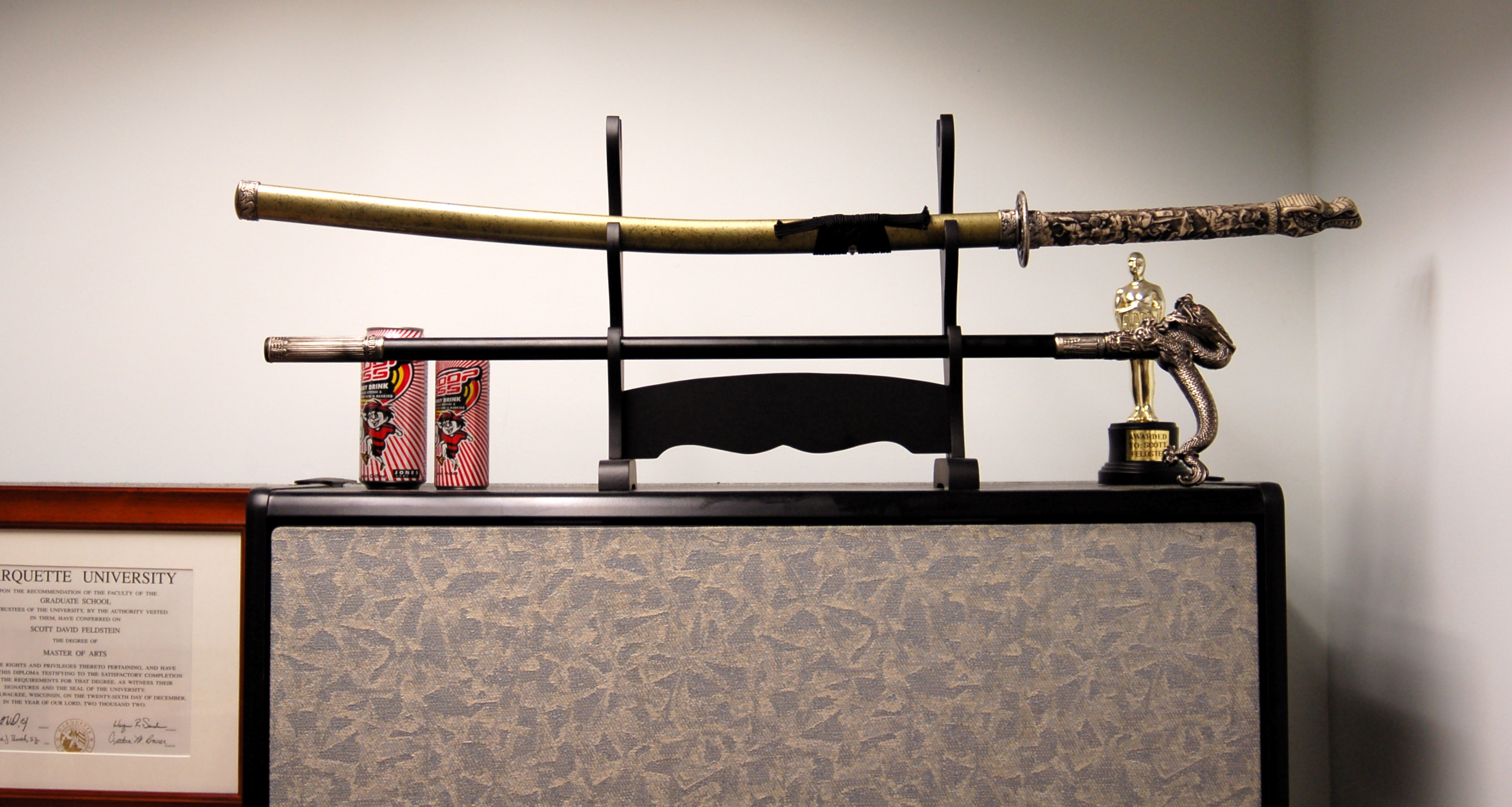
Меч-трость японского изготовления

Меч-трость был популярным модным аксессуаром у представителей зажиточных классов в XVIII и — преимущественно — XIX веках. Хотя происхождение данного типа оружия неизвестно, очевидно, что оно достигло широкого распространения на пике популярности декоративного оружия. Немаловажным фактором являлась также потеря возможности открытого ношения холодного оружия, что привело к появлению различного холодного оружия скрытого ношения (разнообразных стилетов, складных ножей и т. п.). Аналогичные процессы происходили с огнестрельным оружием и привели к появлению дерринджеров. Меч-трость как оружие скрытого ношения обладал широким спектром преимуществ, главным из которых являлась возможность ношения практически полноценного шпажного клинка. Видимо, меч-трость широко использовался в дуэлях и мелких конфликтах в XIX веке, поскольку уже к концу XIX века этот тип оружия был законодательно запрещён к ношению в Германии.

### Россия
В уголовном кодексе Российской Федерации меч-трость отсутствует ввиду его экзотичности. В то же время подобное оружие подпадает под запрет ношения замаскированного оружия. Были зарегистрированы случаи контрабанды мечей-тростей, где сами мечи были классифицированы как предметы антиквариата.

### Германия
В Германии меч-трость подпадает под закон о ношении холодного оружия и классифицируется как запрещённое оружие.

### Великобритания
Закон об уголовном праве 1988 года (параграф о ношении оружия) запрещает меч-трость как оружие на территории Англии и Уэльса как холодное оружие. Тем не менее, антикварные мечи возрастом от 100 лет под закон не подпадают.

### США
Хранение и ношение меча-трости преследуется в США как незаконное. Штаты, в которых прямо указан запрет на него, — Арканзас (Ark. Code Ann. § 5-73-120(b)(3)(B)) и Калифорния (Cal Pen Code § 12020(a)(1)). Также предметом уголовного дела может стать хранение оружия как сокрытие преступных намерений; примером такого дела можно найти в State v. McCoy, 618 N.W.2d 324 (Iowa 2000).

## Меч-трость в культуре
Меч-трость получил некоторую популярность в кинематографе как «джентльменское оружие» обычно отрицательных персонажей. Он появился в следующих фильмах:

### Фильмы, действие которых происходит в Викторианскую эпоху (либо близкую ей)
- Дориан Грей (Великобритания, 2009 год). Мечом-тростью вооружён Дориан Грей.
- Клуб самоубийц (СССР, 1979 год). Мечом-тростью вооружён полковник Джеральдин.
- Шерлок Холмс (США—Великобритания, 2009 год). Шпагой-тростью вооружён доктор Ватсон.
- Лига выдающихся джентльменов (США, 2003 год). Мечом-тростью вооружён Дориан Грей.
- Гибель империи (телесериал, Россия, 2004 год), серия 5 «Прорыв». Шпагой-тростью вооружён резидент немецкой разведки, действующей во фронтовых частях Русской армии.

### Фильмы, действие которых происходит в наше время
- Маньяк-полицейский 2 (в этом фильме, вместо трости меч был в полицейской дубинке)
- 13 привидений
- Двойной удар (мечом-тростью владеет отрицательный персонаж Занг)
- Хищник 2
- Слепая ярость
- В сериале След есть серия, где убийство совершено мечом-тростью.
- Ангелы Чарли 1 и 2
- Ва-банк и Ва-банк 2 (мечом-тростью владеет положительный персонаж Хенрик Квинто)
- Книга мёртвых (мечом-тростью владеет главный герой)
- Вариант Омега (мечом-тростью владеет главный герой)
- «Заводной апельсин» Стенли Кубрика (у главного героя — хулигана Алекса ДеЛарджа — в трости спрятан клинок)

### Прочее
- Отсылку к мечу-трости можно заметить в произведении Джоан Роулинг «Гарри Поттер», где отрицательный персонаж Люциус Малфой носит с собой волшебную палочку в трости.
- В серии произведений Бориса Акунина «Приключения Эраста Фандорина» мечом-тростью владеет главный герой.
- Подобной тростью вооружены Джейкоб и Иви Фрай из игры Assassin’s Creed Syndicate.
- В игре Waxworks меч-трость — единственное доступное оружие в схватке против Джека-Потрошителя.
- Меч-трость является оружием демона Легиона — главного антагониста в игре «Shadow Man».
- Мечом-тростью владеет Брук, один из персонажей аниме и манги «One Piece».
- Мечом-тростью владеет Зарксис Брейк, один из персонажей аниме и манги «Pandora Hearts».
- Меч-трость - оружие Бражника, главного антагониста мультсериала «Леди Баг и Супер-Кот»
- В мультсериале «Войны клонов» Тера Сайнубе или как его ещё называют Тера Синубе использовал световой меч, который был спрятан в его трости
- В серии книг «Зерцалия» имеется так называемый Скипетр Макропулоса – трость с выдвижным клинком.
- В игре Gloomwood одним из видов оружия главного героя является меч-трость.
- В аниме Патриотизм Мориарти использовался Уильямом Джеймс Мориарти